# Björkvaxskivling
Björkvaxskivling (Hygrophorus hedrychii) är en svampart som först beskrevs av Josef Velenovský, och fick sitt nu gällande namn av K. Kult 1956. Björkvaxskivling ingår i släktet Hygrophorus och familjen Hygrophoraceae.  Arten är reproducerande i Sverige. Inga underarter finns listade i Catalogue of Life.